# فريدريك إتش شابن
فريدريك إتش شابن (بالإنجليزية: Frederick H. Chapin)‏ هو مصور وعالم إنسان أمريكي، ولد في 5 سبتمبر 1852، وتوفي في 25 يناير 1900.